# Gilles van Grasdorff
Gilles Van Grasdorff, né le 23 mai 1948 à Saint-Amand en Belgique, est un journaliste, écrivain et historien, français, correspondant parisien du Luxemburger Wort, un journal luxembourgeois, spécialiste du Tibet. Il a écrit une cinquantaine d'ouvrages, dont Les secrets de la médecine tibétaine.

## Biographie
Le 30 octobre 1993, il rencontre le 14e dalaï-lama, Tenzin Gyatso, à Grenoble et en ressort transfiguré. Réalisant qu'il n'existe alors pas d'ouvrage en français par le dalaï-lama, il écrira avec son accord un livre d'entretiens, Terre des dieux, malheurs des hommes. De sa rencontre avec Jetsun Pema, sœur cadette du dalaï-lama, il écrit l'ouvrage Tibet, mon histoire, préfacé par Elie Wiesel. Ce livre traduit en onze langues connaîtra un succès international.
En 1998, il publie Panchen Lama, otage de Pékin, un ouvrage au sujet de Gedhun Choekyi Nyima, enfant élu par le dalaï-lama pour qu'il devienne le 11e panchen-lama et qui fut enlevé par les Chinois en 1995. L'ouvrage permet de mesurer l'enjeu politique du Tibet et donne des repères historiques remontant au début du XXe siècle. L'ouvrage a été traduit en anglais sous le titre Hostage of Beijing: The Abduction of the Panchen Lama. Puis, il publie Guendun, l'enfant oublié du Tibet, toujours concernant le panchen-lama.
En 2009, il publié L'Histoire secrète des dalaï-lamas, aux éditions Flammarion.
Le livre qu'il a signé avec Xavier Emmanuelli, L'homme n'est pas la mesure de l'homme, obtient le prix Louis-Pauwels en 1999.

## Œuvres
- Terre des dieux, malheur des hommes : Sauver le Tibet entretiens avec le dalaï-lama, traduction du tibétain Oan Vovan, Jean-Claude Lattès, 1995,  (ISBN 2709615010).
- Tibet : mon histoire, avec Jetsun Pema, préface de Elie Wiesel, Ramsay, 1996,  (ISBN 2-84114-136-5)
- Panchen Lama, otage de Pékin (en collaboration avec Edgar Tag), préface de Louis de Froissard de Broissia et Claude Huriet, Ramsay, 1998, au sujet de Gendhun Choekyi Nyima  (ISBN 2-84114-283-3).
- L'Enfant oublié du Tibet. La véritable histoire du Panchen Lama Guendun, préface de Harry Wu, Presse de la Renaissance, 1999,  (ISBN 2266104837).
- Avec Gilbert Collard, Cent mille éclairs dans la nuit, préface de Harry Wu, Presses de la Renaissance, 1999,  (ISBN 270283910X et 9782702839102)
- Le Palais des arcs-en-ciel : les mémoires du médecin du dalaï-lama, Tenzin Choedrak, Albin Michel, 2000  (ISBN 9782226106216) ; 2001  (ISBN 2226127003).
- La Fabuleuse Évasion du petit Bouddha, Michel Lafon, 2000, au sujet de Orgyen Trinley Dorje  (ISBN 2-84098-578-0).
- Le Livre bouddhiste de la sagesse et de l’amour, Michel Lafon, 2001, recueil de pensées de Trinley Thaye Dorje  (ISBN 2-84098-638-8).
- Les Oubliés du Toit du Monde, Michel Lafon, 2001
- Tenzin Choedrak (propos recueillis par Gilles van Grasdorff), Les Secrets de la médecine tibétaine, éd. Plon, 2002  (ISBN 2-259-19622-5).
- Le Dalai-Lama, la biographie non autorisée, Plon, 2003,  (ISBN 2-259-19788-4).
- L'Enfant lama, ombres chinoises sur le Tibet, Payot, 2005,  (ISBN 2-228-89979-8).
- La Nouvelle Histoire du Tibet, Perrin, 2006  (ISBN 2-262-02139-2)[8].
- La Belle Histoire des Missions étrangères - 1658-2008, Perrin, 2007,  (ISBN 978-2-262-02566-3)
- À la découverte de l’Asie avec les Missions étrangères, Omnibus, 2008  (ISBN 978-2-258-07693-8).
- L'histoire secrète des Dalaï-Lamas, Flammarion, 2009,  (ISBN 978-2-0812-2203-8).
- Alexandra David-Néel, Pygmalion, 2011,  (ISBN 978-2-7564-0416-5).
- Opération Shambhala : Des SS au pays des dalaï-lamas, Presses du Châtelet, 2012  (ISBN 978-2-84592-413-0).
- Secrets et mystères des Templiers, Presses du Châtelet, 2015  (ISBN 9782845926059).
- Les vies cachées de Gandhi, CERF, 2018  (ISBN 9782204117739).
- Le dernier dalaï-lama : vers la fin du bouddhisme tibétain ?, CERF, 2019  (ISBN 9782204111294).
- Nelson Mandela : un homme et ses vérités, Presses du Châtelet, 2019  (ISBN 978-2-84592-749-0).